# ATP Challenger Zug
Das ATP Challenger Zug (offizieller Name: Dialectic Zug Open) ist ein seit 2022 stattfindendes Tennisturnier in Zug, Schweiz. Es ist nach Basel (ATP 500), Genf und Gstaad (je ATP 250) das viertgrösste Herren-Tennisturnier der Schweiz, Teil der ATP Challenger Tour und wird im Freien auf Sand ausgetragen.

## Liste der Sieger

### Einzel
| Jahr | Sieger             | Finalgegner             | Ergebnis       |
| ---- | ------------------ | ----------------------- | -------------- |
| 2025 | Lukáš Klein        | Harold Mayot            | 6:2, 6:74, 6:4 |
| 2024 | Jérôme Kym         | Román Andrés Burruchaga | 6:4, 6:4       |
| 2023 | Arthur Rinderknech | Joris De Loore          | 3:6, 6:3, 6:4  |
| 2022 | Dominic Stricker   | Ernests Gulbis          | 5:7, 6:1, 6:3  |

### Doppel
| Jahr | Sieger                                      | Finalgegner                                 | Ergebnis                                    |
| ---- | ------------------------------------------- | ------------------------------------------- | ------------------------------------------- |
| 2025 | Finale wegen schlechten Wetters abgebrochen | Finale wegen schlechten Wetters abgebrochen | Finale wegen schlechten Wetters abgebrochen |
| 2024 | Jurij Rodionov Wolodymyr Uschylowskyj       | Seita Watanabe Takeru Yuzuki                | 7:65, 7:65                                  |
| 2023 | Théo Arribagé Luca Sanchez                  | Ergi Kırkın Dalibor Svrčina                 | 6:3, 7:5                                    |
| 2022 | Zdeněk Kolář Adam Pavlásek                  | Karol Drzewiecki Patrik Niklas-Salminen     | 6:3, 7:5                                    |